# Donośnik

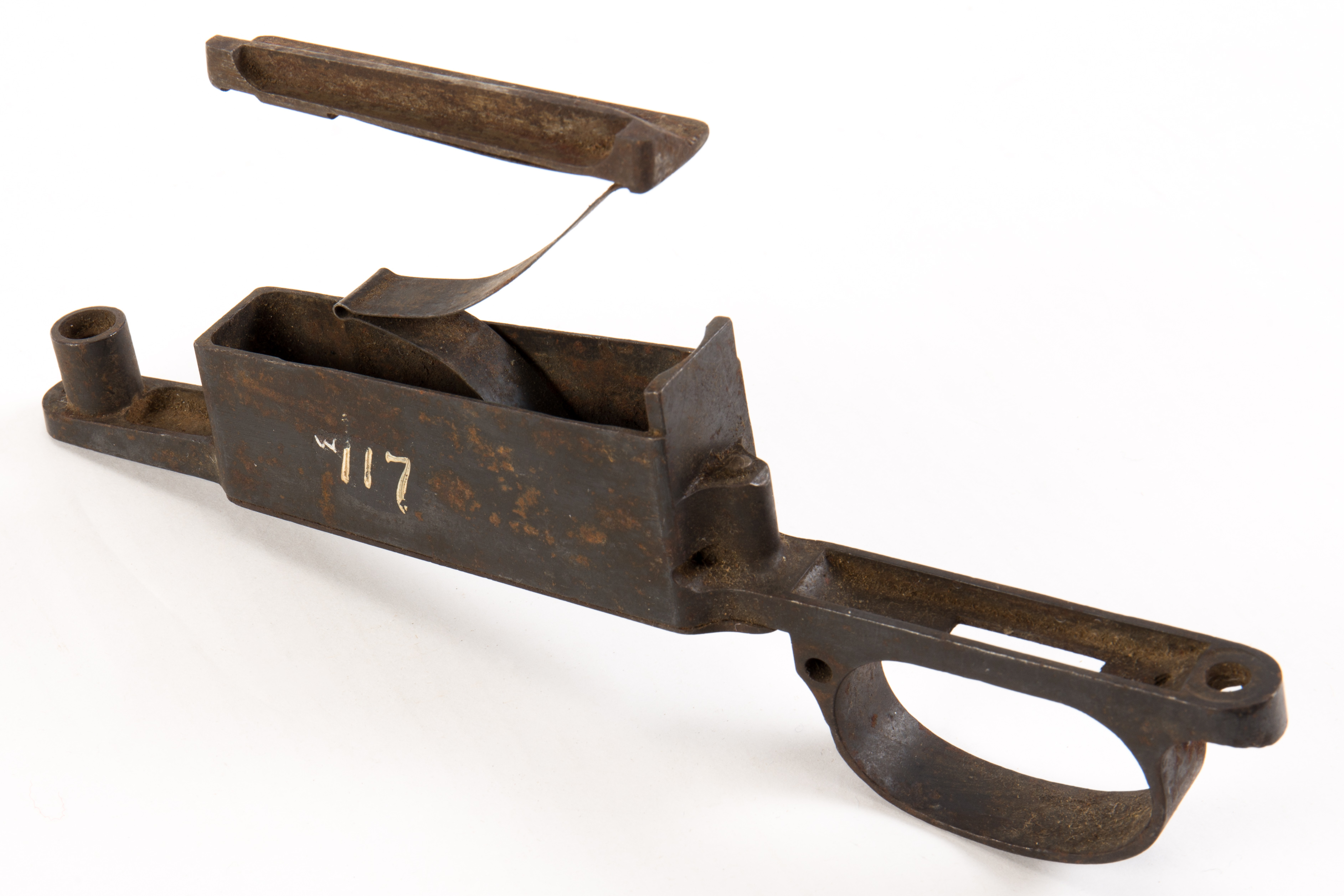
Donośnik wystający ze zdemontowanego magazynka karabinu Mauser Gew98

Donośnik – część wielostrzałowej broni palnej dokonująca donoszenia naboi. 
W broni zasilanej magazynkowo donośnik jest częścią magazynka w którym mają zastosowanie donośniki sprężynowe posiadające korytka podparte sprężyną i opierające się o dno magazynka swoim drugim końcem. W broni zasilanej taśmowo donośnik jest podzespołem broni którego podstawowym elementem są przesuwak i napędzająca go dźwignia (donośnik przesuwakowo-bębnowy) lub bęben (donośnik bębnowy), który jest bezpośrednio napędzany przez lufę, zamek lub suwadło.